# Kill Switch (jeu vidéo)
Pour les articles homonymes, voir Kill switch.
Kill Switch (stylisé kill.switch) est un jeu vidéo de tir à la troisième personne développé et édité par USA Namco, sorti en 2003 sur PlayStation 2, Xbox, Windows et Game Boy Advance.

## Système de jeu
Kill Switch est connu pour être le premier jeu de tir à la troisième personne à proposer un système de couverture (en) comme mécanique de jeu principale et à proposer un système de tir à l'aveugle. Cliff Bleszinski, créateur de Gears of War, cite le jeu parmi ses influences. Evan Wells et Amy Hennig l'ont également cité comme influence pour leur jeu Uncharted: Drake's Fortune.

## Histoire
Nick Bishop est un supersoldat contrôlé à distance par un système de connexion neuronales, dirigé par un homme connu comme le Contrôleur. Le Contrôleur amène Bishop à réaliser certaines missions visant à dresser "le Nord" et "l'Occident" l'un contre l'autre et de les entraîner dans une guerre. 

## Doublage
- Adam Baldwin / Marcus McCollum : Nick Bishop
- Adrienne Wilkinson : Duchesse
- Chuck McQuary : Contrôleur
- Jodi Harris : Lynn